# HMS Philomel (1890)
HMS Philomel foi um cruzador protegido de classe Pearl, o sexto navio com este nome e serviu a Marinha Real Britânica de seu comissionamento em 1890 até 1914, quando foi transferido para a Marinha Real da Nova Zelândia, com a qual serviu até 1947. Em 1896, participou na Guerra Anglo-Zanzibari, a guerra mais curta da história.